# 1957年の大洋ホエールズ
1957年の大洋ホエールズでは、1957年の大洋ホエールズの動向をまとめる。
この年の大洋ホエールズは、迫畑正巳監督の2年目のシーズンである。

## 概要
1954年から続いた3年連続の最下位に悩むチームは、「今年こそ何とか5位」と目標を立てた。しかし、2年目の秋山登や権藤正利、大石正彦ら投手陣の好投に打線が報いることができず、チームは開幕から最下位を独走。前年より借金は半減するも打線の貧打などもあって最後は広島との5位争いに敗れ、惜しくも最下位脱出はならず4年連続の最下位という不名誉な記録を打ち立てた。投手陣は秋山が負けが込みながらも24勝で2年目のジンクスを吹き飛ばし、打線の援護なく開幕7連敗を喫した権藤も28連敗から脱出すると、勝ち星を重ね3年ぶり2ケタの12勝をあげてチーム防御率は3.10と健闘。打撃陣では投高打低の中で青田昇が22本塁打を打って本塁打王を獲得し気を吐くも、それ以外の選手は不調だった。シーズン終了後、あまりの不成績に業を煮やした中部オーナーは森茂雄を球団社長に招聘。森の招聘が1960年の初優勝につながるが、大物監督の就任を前提として森が迎えられたことは当時の主力選手は誰も知らなかった。味方の貧打にあえぎ、1955年以来好投してもなかなか勝てず2年越しで28連敗と不振だった権藤が7月7日の巨人戦ダブルヘッダー第1試合に完封し、スランプを脱出したのが明るい話題だった。

## チーム成績

### レギュラーシーズン
| 1 | 左 | 友川賢次 |
| 2 | 二 | 引地信之 |
| 3 | 右 | 青田昇   |
| 4 | 三 | 児玉利一 |
| 5 | 一 | 小林章良 |
| 6 | 捕 | 目時春雄 |
| 7 | 中 | 中島執   |
| 8 | 投 | 大石正彦 |
| 9 | 遊 | 岩岡保宏 |

| 順位 | 4月終了時 | 4月終了時 | 5月終了時 | 5月終了時 | 6月終了時 | 6月終了時 | 7月終了時 | 7月終了時 | 8月終了時 | 8月終了時 | 9月終了時 | 9月終了時 | 最終成績 | 最終成績 |
| ---- | --------- | --------- | --------- | --------- | --------- | --------- | --------- | --------- | --------- | --------- | --------- | --------- | -------- | -------- |
| 1位  | 中日      | --        | 中日      | --        | 中日      | --        | 中日      | --        | 大阪      | --        | 巨人      | --        | 巨人     | --       |
| 2位  | 大阪      | 0.5       | 大阪      | 3.0       | 巨人      | 1.5       | 大阪      | 3.0       | 巨人      | 0.0       | 中日      | 3.0       | 大阪     | 1.0      |
| 3位  | 巨人      | 3.0       | 巨人      | 5.0       | 広島      | 2.5       | 巨人      | 3.5       | 中日      | 1.0       | 大阪      | 3.0       | 中日     | 4.0      |
| 4位  | 広島      | 4.0       | 広島      | 7.0       | 大阪      | 3.0       | 広島      | 7.0       | 国鉄      | 9.0       | 国鉄      | 15.5      | 国鉄     | 15.5     |
| 5位  | 国鉄      | 6.5       | 国鉄      | 8.5       | 国鉄      | 6.5       | 国鉄      | 7.5       | 広島      | 10.5      | 広島      | 17.5      | 広島     | 21.0     |
| 6位  | 大洋      | 10.0      | 大洋      | 15.5      | 大洋      | 16.5      | 大洋      | 21.0      | 大洋      | 15.5      | 大洋      | 18.0      | 大洋     | 21.5     |

| 順位 | 球団             | 勝 | 敗 | 分 | 勝率 | 差   |
| 1位  | 読売ジャイアンツ | 74 | 53 | 3  | .583 | 優勝 |
| 2位  | 大阪タイガース   | 73 | 54 | 3  | .575 | 1.0  |
| 3位  | 中日ドラゴンズ   | 70 | 57 | 3  | .551 | 4.0  |
| 4位  | 国鉄スワローズ   | 58 | 68 | 4  | .460 | 15.5 |
| 5位  | 広島カープ       | 54 | 75 | 1  | .419 | 21.0 |
| 6位  | 大洋ホエールズ   | 52 | 74 | 4  | .413 | 21.5 |

## オールスターゲーム
| ファン投票 | 選出なし |        |        |
| 監督推薦   | 秋山登   | 土井淳 | 青田昇 |

## できごと
- 7月7日 - 権藤正利後楽園球場での対巨人戦ダブルヘッダー第一試合の12回戦に先発して完封勝利を挙げ、1955年7月9日の対広島戦以来続いていた連敗を28で止める[2]。
- 9月18日 - 権藤正利が対阪神戦（甲子園）でセ・リーグ新記録、NPBタイ記録の4与死球。

## 表彰選手
| リーグ・リーダー | リーグ・リーダー | リーグ・リーダー | リーグ・リーダー |
| 選手名           | タイトル         | 成績             | 回数             |
| ---------------- | ---------------- | ---------------- | ---------------- |
| 青田昇           | 本塁打王         | 22本             | 2年連続5度目     |
| 秋山登           | 最多奪三振       | 312個            | 初受賞           |

| ベストナイン | ベストナイン | ベストナイン |
| 選手名       | ポジション   | 回数         |
| ------------ | ------------ | ------------ |
| 青田昇       | 外野手       | 2年連続5度目 |